# Axel Grönberg
Axel Grönberg est un lutteur suédois né le 9 mai 1918 à Norberg et mort le 23 avril 1988 à Stockholm.

## Palmarès

### Jeux olympiques
- Médaille d'or en lutte gréco-romaine dans la catégorie des moins de 79 kg en 1948 à Londres
- Médaille d'or en lutte gréco-romaine dans la catégorie des moins de 79 kg en 1952 à Helsinki

### Championnats du monde
- Médaille d'or en lutte gréco-romaine dans la catégorie des moins de 79 kg en 1950 à Stockholm
- Médaille d'argent en lutte gréco-romaine dans la catégorie des moins de 79 kg en 1953 à Naples

### Championnats d'Europe
- Médaille d'argent en lutte gréco-romaine dans la catégorie des moins de 79 kg en 1949 à Istanbul
- Médaille de bronze en lutte gréco-romaine dans la catégorie des moins de 79 kg en 1947 à Prague
- Médaille de bronze en lutte gréco-romaine dans la catégorie des moins de 79 kg en 1946 à Stockholm